# Amata hissarica
Amata hissarica là một loài bướm đêm thuộc phân họ Arctiinae, họ Erebidae.